# Баэс, Ричард
Ричард Мартин Баэс Фернандес (исп. Richart Martín Báez Fernández; род. 31 июля 1973 года в Асунсьоне, Парагвай) — парагвайский футболист, нападающий, известный по выступлениям за клубы «Олимпия», «Америка» и сборную Парагвая. Участник чемпионата мира 2002 года.

## Клубная карьера
Баэс начал карьеру в 1995 году в столичной «Олимпии». В своем первом сезоне, он не сыграл ни одной встречи и в 1996 году перешёл в японский «Ависпа Фукуока». Сыграл за команду 9 матчей и забил 3 гола.
В 1997 году вернулся в Южную Америку, где подписал контракт с чилийским «Универсидад де Чили». В единственном сезоне в составе «Универсидада» забил 17 мячей в 18 поединках. Вместе с Рубеном Вальехосом выиграл гонку бомбардиров чилийского первенства. В 1998 году перешёл в «Аудакс Итальяно», но не сыграв ни одного матча за новый клуб, переехал в мексиканскую «Америку». В клубе из Мехико Баэс провёл сезон и, несмотря на стабильное место в основе, поразил ворота всего три раза в 26 матчах.
В 1999 году Баэс вернулся в «Олимпию». В первом сезоне забил 10 мячей в 12 встречах и помог команде дважды завоевать золотые медали. В 2000 году на правах аренды провел сезон в мексиканской «Селае». После возвращения из аренды выиграл в составе «Олимпии» Кубок Либертадорес и Рекопу Южной Америки в 2002 году.
В 2004 году Баэс покинул «Олимпию» и перешёл в клуб «12 октября», где сыграл всего два матча. Сезон 2004/2005 провел в гватемальском «Мунисипале», почти не выходя на поле. Летом 2005 года вернулся на родину, где подписал контракт со «Спортиво Лукеньо», но после того, как за полгода не вышел на поле ни разу, принял решение завершить карьеру.

## В сборной
В 1995 году Баэс дебютировал в сборной Парагвая. В том же году он поехал с национальной командой на Кубке Америки. В 2002 году Ричард был включен в заявку на участие в чемпионате мира в Германии. На турнире он был запасным и на поле не вышел.

## Карьера тренера
После завершения карьеры Баэс решил стать футбольным тренером. В сезоне 2006 года он тренировал клуб одного из низших дивизионов парагвайской лиги «Мартин Ледесма».

## Достижения
Командные
 «Олимпия Асунсьон»
- Чемпионат Парагвая по футболу — 1999
- Чемпионат Парагвая по футболу — 2000
- Обладатель Кубка Либертадорес —— 2002
- Обладатель Рекопа Южной Америки —— 2002

Индивидуальные
- Лучший бомбардир Чемпионата Чили — Клаусура 1997